# オオバノトンボソウ
オオバノトンボソウ（大葉の蜻蛉草、学名：Platanthera minor、シノニム：Platanthera sigeyosii）は、ラン科ツレサギソウ属の地生の多年草 。別名、ノヤマトンボ、ノヤマトンボソウ。

## 特徴
根は紡錘状になり肥厚する。茎は単一で直立し、高さは25-60cmになり、茎の翼状になる稜が目立つ。葉は互生し、下方の2-3個が大きく、長楕円形または狭長楕円形で、最下部の葉は長さ7-12cm、幅2.5-3.5cmになる。下部の葉の先端はとがり、縁は全縁、基部は茎を抱き葉柄は無く、トンボソウのような葉鞘は無い。葉の表面は光沢があり、裏面の主脈の下部分が翼状に隆起して茎の翼に続く。茎の中部以上につく葉はしだいに小型になり、披針形になり苞に続く。
花期は6-7月。総状花序に黄緑色の花を10-25個まばらにつける。苞は広披針形になる。背萼片は広卵形で長さ4-5mm、側萼片は狭長楕円形で背萼片より長く、強く後方に反り返る。側花弁は半切卵形で背萼片より少し短く、背萼片とともにかぶと状に重なる。唇弁は広線形で長さ6-8mmになり、距は長さ12-15mmになり、下方に垂れ、子房より長い。

## 分布と生育環境
日本では、本州、四国、九州に分布し、暖温帯の日当たりのよい低山や丘陵の疎林内に生育する。国外では、朝鮮半島、中国大陸（東部から南部）、台湾に分布する。

## 名前の由来
オオバノトンボソウは「大葉の蜻蛉草」の意で、同属のトンボソウに似て葉が大きいことからきている。種小名 minor は、「より小さい」の意味。
牧野富太郎(1940)はオオバノトンボソウの和名を Platanthera sachalinensis （オオヤマサギソウ）に移し、本種の和名をノヤマトンボソウと新称した。しかし、和名の混乱を恐れた前川文夫(1961)が元の名に戻した。

## 下位分類
- ミクラトンボソウ - Platanthera minor (Miq.) Rchb.f. var. mikurensis Hid.Takah.[9] - 花が小型で距がごく短いもの。伊豆諸島の御蔵島から報告されている[7]。

## ギャラリー

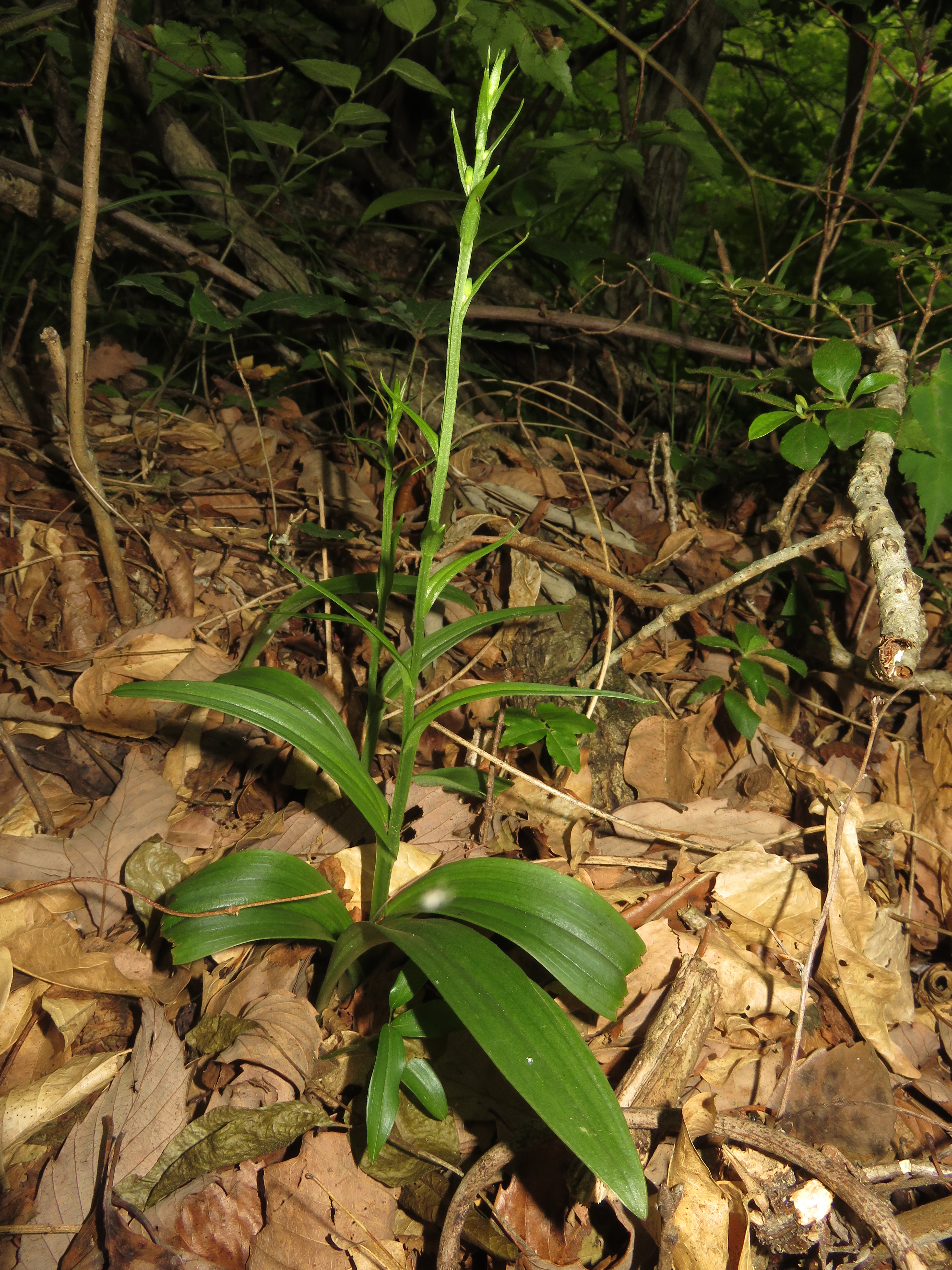
茎が伸び出した様子（6月下旬）。
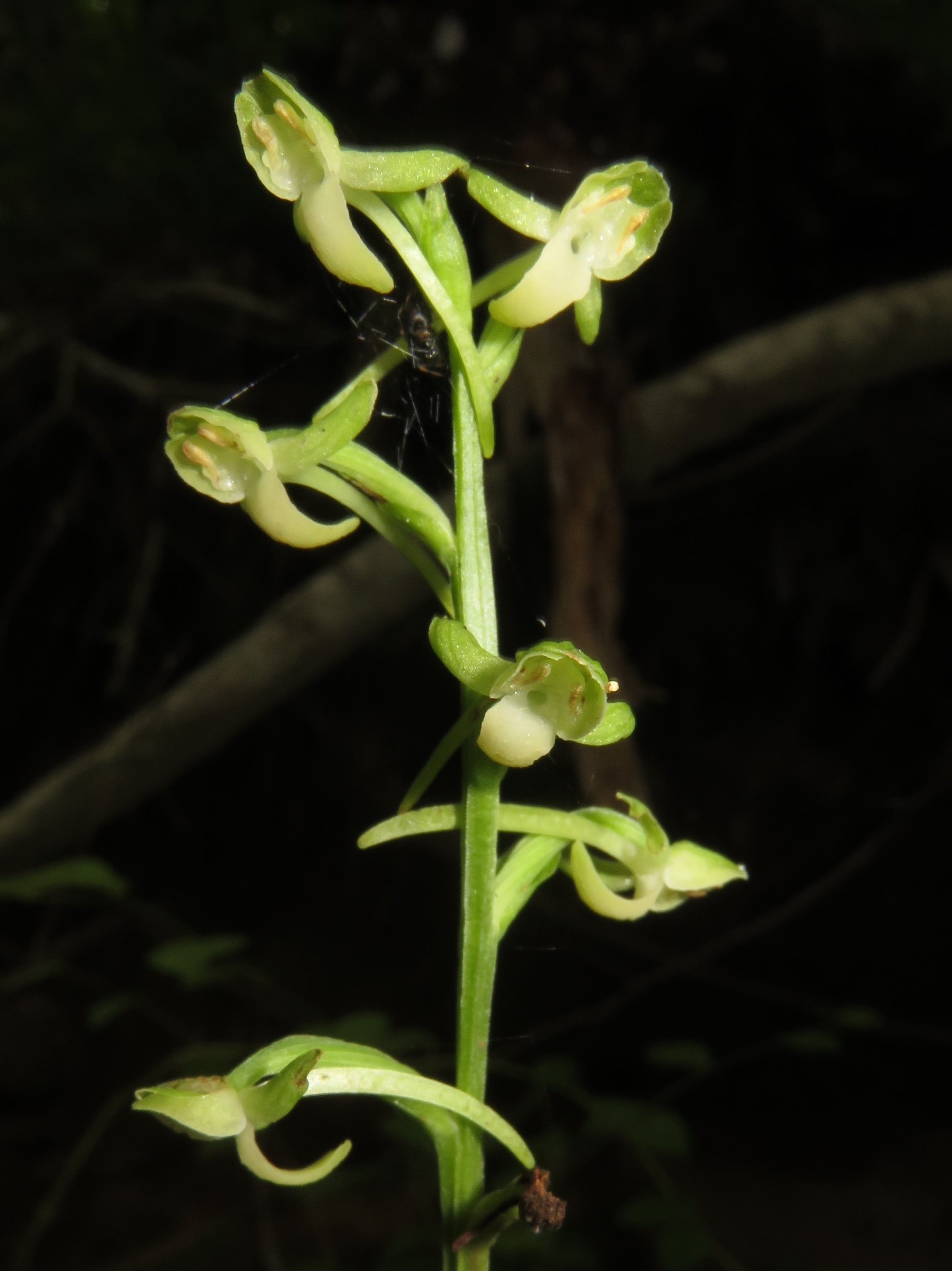
背萼片と側花弁はかぶと状になり、側萼弁は後方に反り返る。唇弁は下垂し、距は子房より長い（7月中旬）。
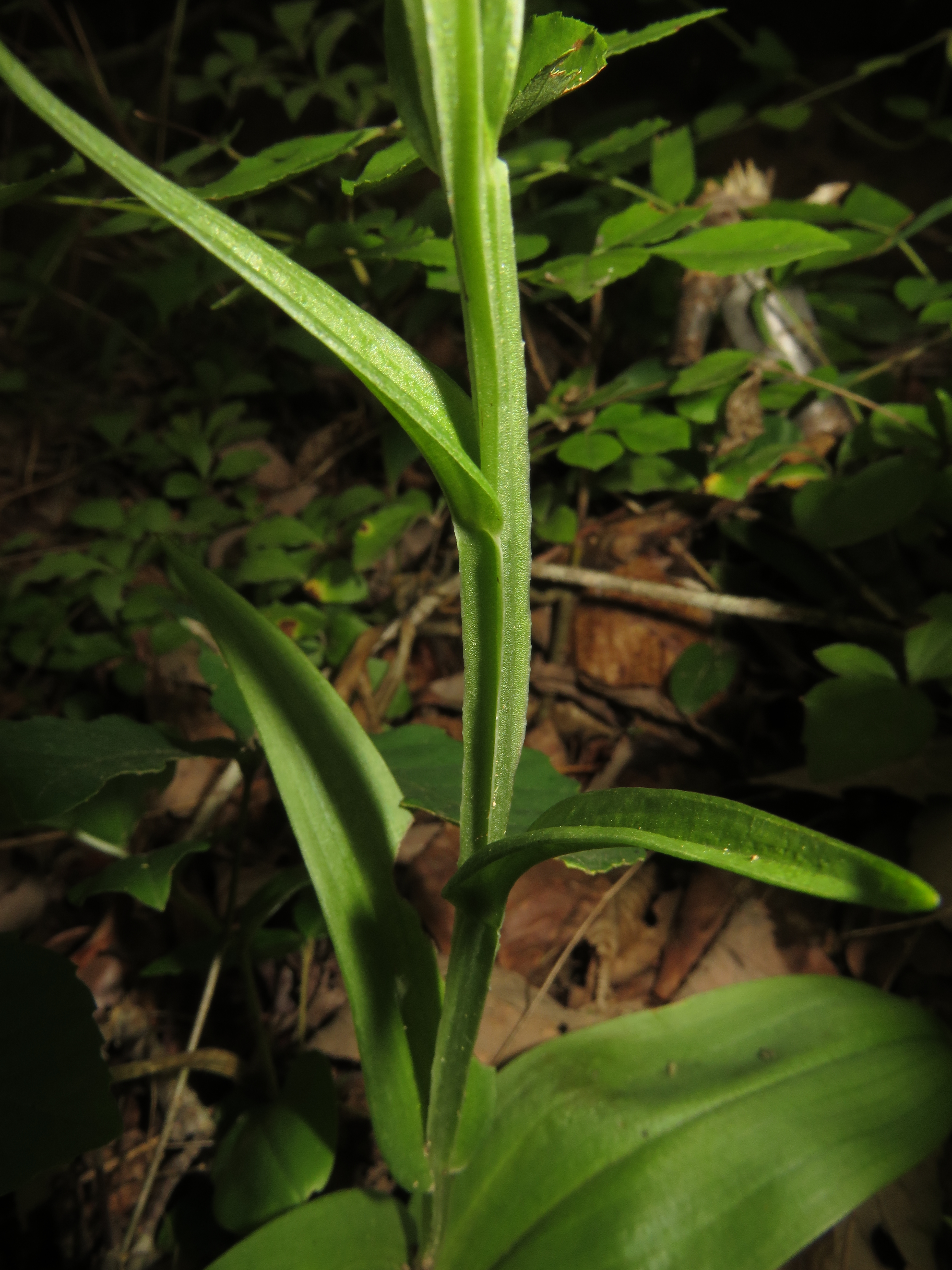
茎の稜は翼状になり、下部の葉の裏面の主脈の突起は茎の稜に続く。